# 草间钻头蛛
草间钻头蛛（学名：[Hylyphantes graminicola] 错误：{{Lang}}：文本有斜体标记（帮助））为皿蛛科钻头蛛属的动物。分布于古北界、台湾岛以及中国大陆的河北、吉林、辽宁、江苏、浙江、安徽、江西、福建、湖北、湖南、广东、四川、云南等地，其生活环境多样。该物种的模式产地在欧洲。